# Сузацький сільський округ
Суза́цький сільський округ (каз. Созақ ауылдық округі, рос. Сузакский сельский округ) — адміністративна одиниця у складі Сузацького району Туркестанської області Казахстану. Адміністративний центр — село Сузак.
Населення — 9641 особа (2021; 8393 у 2009, 6923 у 1999, 9122 у 1989).
Станом на 1989 рік існувала Сузацька сільська рада (села Інтимак, Какпансор, Коктобе, Сузак, Шакирик). 2023 року ліквідовано село Какпансор. 2024 року ліквідовано село Шакирик.

## Склад
До складу округу входять такі населені пункти:
| Населений пункт         | Колишні назви | Населення, осіб (1989) | Населення, осіб (1999) | Населення, осіб (2009) | Населення, осіб (2021) |
| ----------------------- | ------------- | ---------------------- | ---------------------- | ---------------------- | ---------------------- |
| Ибирая Жаукебаєва, село | Інтимак       | 764                    | 615                    | 694                    | 712                    |
| Какпансор, село         | -             | 378                    | 162                    | 97                     | 12                     |
| Коктобе, село           | -             | 922                    | 606                    | 717                    | 761                    |
| Сузак, село             | -             | 4477                   | 3635                   | 4630                   | 7968                   |
| --Шакирик, село         | -             | 2581                   | 1905                   | 2255                   | 188                    |